# Tianxingzhou-Brücke
Die Tianxingzhou-Brücke (chinesisch 天兴洲长江大桥, Pinyin Tiānxīngzhōu Cháng Jiāng Dàqiáo) ist eine kombinierte Straßen- und Eisenbahnbrücke über den Jangtsekiang in Wuhan in der chinesischen Provinz Hubei. Sie ist Teil des chinesischen Hochgeschwindigkeitsprogramms und trägt die Gleise der Schnellfahrstrecke Peking–Guangzhou sowie eine sechsspurige Schnellstraße.

## Geschichte

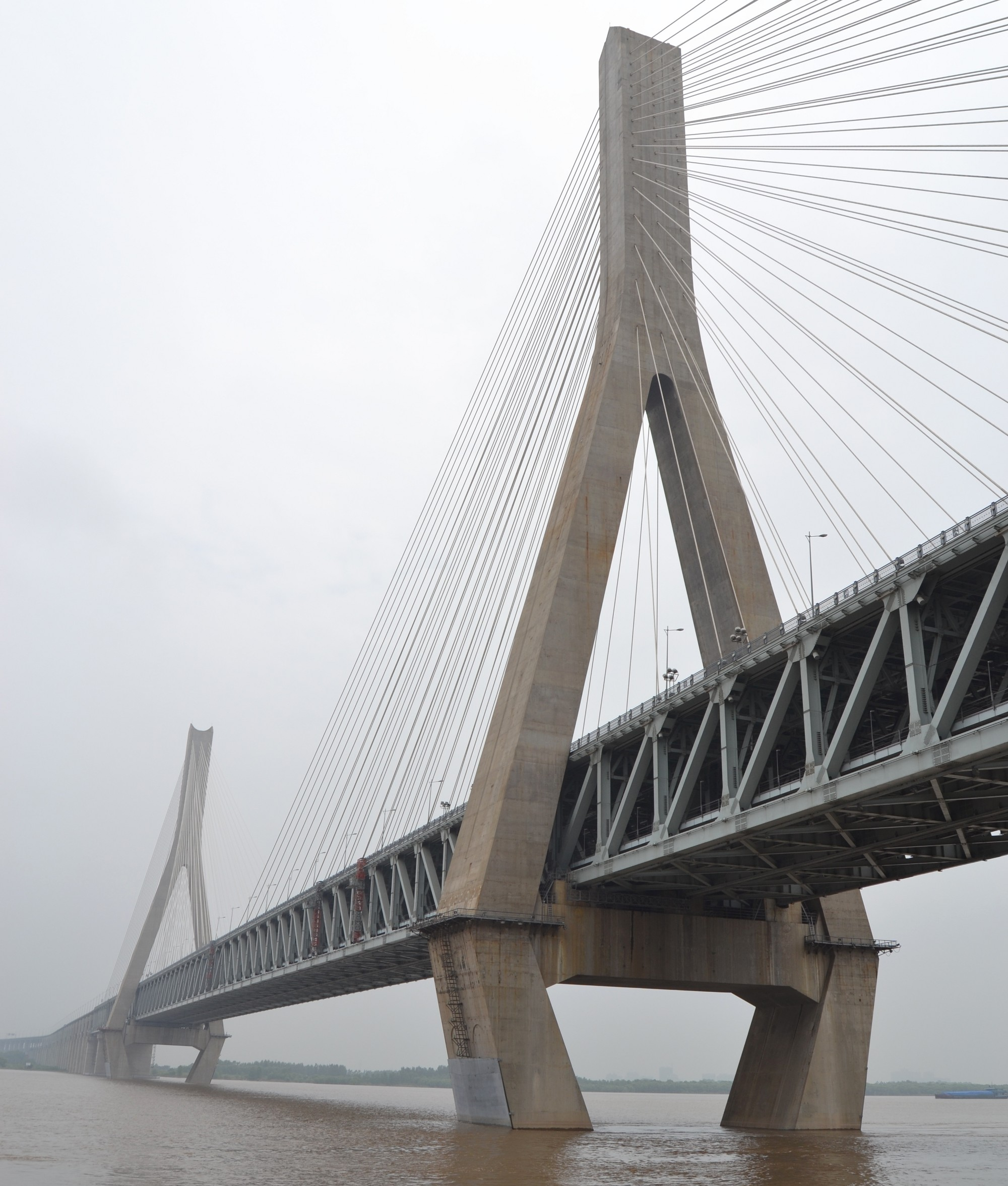
Die Tianxingzhou-Brücke im Jahr 2012

Im Jahr 1957 wurde mit der Wuhan-Jangtse-Brücke die erste Brücke über den Jangtsekiang eröffnet. Diese Brücke ist ebenfalls eine kombinierte Straßen- und Eisenbahnbrücke und verfügt über zwei Gleise. Im Laufe der Zeit wuchs das Transportaufkommen zwischen Peking und Guangzhou deutlich, und insbesondere für den Hochgeschwindigkeitsverkehr war die bestehende Brücke nicht mehr geeignet. Während mit der Zweiten Wuhan-Jangtse-Brücke bereits 1995 Abhilfe für den zunehmenden Straßenverkehr geschaffen worden war, erfolgte der Baubeginn einer zweiten Eisenbahnbrücke in Wuhan erst im September 2004 mit der Tianxingzhou-Brücke.
Bauherr der Brücke war das chinesische Eisenbahnministerium, ausgeführt wurde der in zwei Lose aufgeteilte Bau der Brücke von den Unternehmen China Railway Construction (CRCC) und Zhongtie Major Bridge Engineering (MBEC). Überwacht wurde der Bau durch das französische Ingenieurbüro Systra. Das chinesische Eisenbahnministerium trug 80 Prozent der Baukosten von 2,7 Milliarden Yuan (umgerechnet 270 Millionen Euro), die verbliebenen 20 Prozent wurden durch die Stadt Wuhan aufgebracht.
Im Februar 2008 wurde die Stahlkonstruktion fertiggestellt, sodass im Juni 2008 mit der Verlegung von Bahnstrecke und Fahrbahn begonnen werden konnte. Im März 2009 wurde die Brücke fertiggestellt und im Dezember gleichen Jahres dem Verkehr übergeben.

## Beschreibung
Die Brücke überquert den Jangtsekiang im Osten der Stadt Wuhan und nutzt dabei die Insel Tianxingzhou in der Mitte des Flusses, die für den Namen der Brücke verantwortlich ist. Durch die Insel wird die Brücke in eine nördliche und eine südliche Flussquerung aufgeteilt. Die Spannweite der Brücke im Norden beträgt 80 Meter, während im Süden die markante Schrägseilbrücke mit einer Spannweite von 506 Metern angeordnet ist. Die Gesamtlänge der Brücke beläuft sich auf 4.657 Meter, davon liegen auf 2.638 Metern Straße und Schiene übereinander, auf der restlichen Länge im Abstand von 40 Metern nebeneinander. Die sechsspurige Schnellstraße liegt dabei auf dem oberen, die viergleisige Bahnstrecke auf dem unteren Niveau. Von Hochgeschwindigkeitszügen können auf der Brücke Geschwindigkeiten von bis zu 250 km/h erreicht werden. Der Jangtsekiang kann unterhalb der Tianxingzhou-Brücke auf einer Breite von 455 Metern von Binnenschiffen befahren werden; bei hohem Wasserstand liegt die Brückenkonstruktion noch rund 24 Meter über der Wasseroberfläche.
Über die Gesamtlänge wurden 1535 Pfeiler verbaut, von denen die meisten einen von vier standardisierten Durchmessern von 1,50 m, 2 m, 2,50 m oder 3,40 m besitzen. Die beiden großen Pylonen der Schrägseilbrücke in A-Geometrie haben eine Höhe von 188,5 Metern. Die Brücke ist ein seltenes Beispiel einer Schrägseilbrücke mit drei Seilebenen. Auf jeder Seilebene sind 16 Tragseile angeordnet. Auf diese Weise wird eine Tragfähigkeit von 20.000 Tonnen erreicht.